# Lisa Omorodion
Princess Lisa Omorodion, conocida profesionalmente como Lisa Omorodion, es una actriz, productora de cine y emprendedora nigeriana. Es más conocida por su protagónico en la película de 2013, First Cut.

## Biografía
Nació en Londres, como la quinta de seis hijos. Su madre es abogada y su padre, de ascendencia Edo, es ingeniero y fundador de Hensmor Oil and Gas.
Asistió a la Universidad de Lagos, donde obtuvo una licenciatura en Economía.

## Carrera profesional
En 2013, produjo y protagonizó su primer largometraje First Cut. La película se destacó por crear conciencia social sobre temas delicados como la violación y violencia doméstica. El mismo año, fundó Platinum Studios, compañía de producción cinematográfica nigeriana. Desde entonces ha participado y producido películas como Schemers (2015), The Inn (2016) Karma is Bae (2017). 
Al margen de su carrera como actriz, se desempeña como directora en la junta de Hensmor Oil, empresa de petróleo y gas fundada por su padre.

## Premios y reconocimientos
En 2016, recibió el premio a la actriz más prometedora del año en los Nigeria Meritorious Award. En 2016, recibió reconocimiento como una de las 25 mujeres emprendedoras menores de 25 años de Nigeria por SME100 África. En el mismo año, fue nominada como actriz más prometedora del año en los premios City People. Ha sido portada de varias revistas nigerianas como House of Maliq en 2014, Vanguard Allure en 2016 y La 'Mode en 2018.

## Filmografía

### Largometrajes
| Año  | Título                     | Director                             |
| ---- | -------------------------- | ------------------------------------ |
| 2013 | First Cut                  | Lisa Omorodion                       |
| 2014 | Calabash                   | Obi Emelonye                         |
| 2014 | Ikogosi                    | Toka Mcberor                         |
| 2014 | The Other Side of The Coin | Lancelot Oduwa Imasuen               |
| 2014 | Therapist                  | Lancelot Imasuen                     |
| 2014 | Open Marriage              | Chico Ejiro                          |
| 2014 | On a Trip                  | Grace Edwin Okon                     |
| 2014 | Peppersoup                 | Grace Edwin Okon                     |
| 2015 | Schemers                   | Lisa Omorodion                       |
| 2016 | WoEman                     | Damijo Efe Young                     |
| 2016 | Moth to a Flame            | One Soul                             |
| 2016 | What a Day                 | Emmanuel Eme                         |
| 2016 | This Very Weekend          | Emmanuel Eme                         |
| 2016 | The Inn                    | Lisa Omorodion                       |
| 2016 | Karma is Bae               | Lisa Omorodion                       |
| 2016 | The Relationship           | Rukky Sanda                          |
| 2016 | Whose Meal Ticket          | Grace Edwin Okon                     |
| 2016 | Excess Luggage             | Damijo Efe Young                     |
| 2016 | Jofran                     | Okechukwu Oku                        |
| 2016 | The Personal Assistant     | Rukky Sanda                          |
| 2017 | Little Drops of Happy      | Grace Edwin Okon                     |
| 2017 | Your Fada                  | Simon Peacemaker                     |
| 2017 | Date Night                 | Mercy Aigbe                          |
| 2017 | Dark Past                  | Chika Ike                            |
| 2017 | Waiting to Exhale          | Sobe Charles Umeh y Simon Peacemaker |
| 2017 | Levi                       | Okechukwu Oku                        |
| 2018 | Ghetto Bred                | Eniola Badmus                        |
| 2018 | The Spell                  | Grace Edwin Okon                     |
| 2018 | Night Bus to Lagos         | Chico Ejiro                          |

### Series de televisión
| Año    | Título                 | Director               | Notas                                   |
| ------ | ---------------------- | ---------------------- | --------------------------------------- |
| 2014 – | Skinny Girl in Transit |                        | Producido por Ndani TV; temporada 1 y 2 |
| 2014   | About Tomorrow         | Lancelot Oduwa Imasuen |                                         |
| 2014   | Happy Family           | Elvis Chuks            |                                         |